# Армагеддон-2025
«Армагеддон-2025» — американський науково-фантастичний фільм про монстрів 2022 року режисера Майкла Су та виробництва «The Asylum». Випущений до святкування 25-річчя «The Asylum», це кросовер із монстрами з інших фільмів студії.

## Про фільм
Войовнича інопланетна раса атакує Землю, використовуючи гігантських істот і геологічні катастрофи.
Вторгнення засноване на сигналі каналу «The Asylum Movie Channel», який досяг планети іншопланетян.

## Знімались
| Актор               | Роль         |
| ------------------- | ------------ |
| Майкл Паре          | Томас        |
| Джей Каслз          | Мадойлін     |
| Джозеф Майкл Гарріс | Маккі        |
| Джеральд Вебб       | Форд         |
| Джолін Андерсон     | Люсі         |
| Пол Логан           | офіцер Стерн |